# Kamień-Kolonia (Kamień)
Kamień-Kolonia – część wsi Kamień w Polsce, położona w województwie wielkopolskim, w powiecie kaliskim, w gminie Ceków-Kolonia. Wchodzi w skład sołectwa Kamień.
W latach 1975–1998 Kamień-Kolonia należał administracyjnie do województwa kaliskiego.